# 어 로얄 나이트 아웃
어 로얄 나이트 아웃(A Royal Night Out)은 영국에서 제작된 줄리언 재롤드 감독의 2015년 드라마, 멜로/로맨스 영화이다. 사라 가돈 등이 주연으로 출연하였고 로버트 번스타인 등이 제작에 참여하였다.

## 출연

### 주연
- 사라 가돈
- 벨 파울리
- 잭 레이너
- 루퍼트 에버릿
- 에밀리 왓슨

### 조연
- 로저 알람
- 잭 고든
- 잭 라스키
- 아나스타샤 해롤드
- 한나 플린
- 로렌스 스펠만
- 러셀 발로흐
- 소피아 디 마티노
- 팀 포터
- 마크 해드필드
- 에드워드 킬링백

## 제작진
- 세트: 질 아지스
- 의상: 클레어 앤더슨